# فرودگاه شهرستان سنکا
فرودگاه شهرستان سنکا (به انگلیسی: Seneca County Airport) یک فرودگاه همگانی بهره‌برداری هوایی است که یک باند فرود آسفالت دارد و طول باند آن 1219.2 متر است. این فرودگاه در کشور ایالات متحده آمریکا قرار دارد و در ارتفاع 239.57 متری از سطح دریا واقع شده است.